# Amstel Taveerne

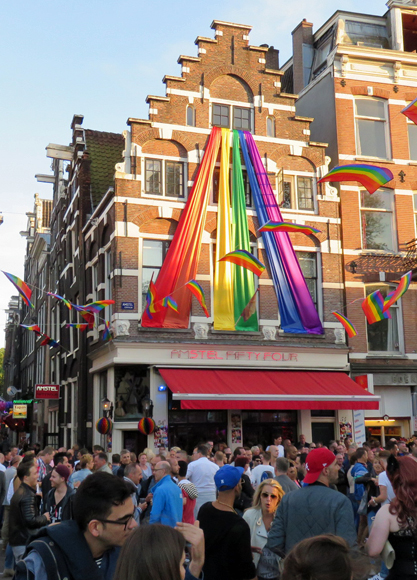
Amstel Fifty Four, voorheen bekend als de Amstel Taveerne, hier tijdens de Amsterdam Gay Pride in augustus 2015

Amstel Taveerne was de oorspronkelijke naam van een bekend homocafé op de hoek van de Amstel en de Halvemaansteeg in de binnenstad van Amsterdam. De zaak werd geopend in 1964 en in 2007 omgedoopt tot Amstel Fifty Four.
Vaak wordt gedacht dat de Amstel Taveerne het oudste homocafé van Amsterdam is, maar dat is niet juist. Er waren zaken die langer bestonden en/of ouder zijn, zoals Café 't Mandje aan de Zeedijk.

## Amstel Taveerne
In een oud café aan de Amstel 54 opende Ad (in de volksmond: Adje) van Besouw op 27 augustus 1964 de Amstel Taveerne. Onder zijn leiding werd het een populaire homobar, die bekendstond om de Nederlandstalige muziek en de schlagers, die door de gasten werden meegezongen. De gezelligheid trok echter ook heteroseksuele mannen en vrouwen, alsmede homobezoekers uit het buitenland. Boven het café woonde aanvankelijk Cor Witschge, bekend als Pipo de Clown, die regelmatig klaagde over geluidsoverlast door de jukebox, waarna de gemeente (tijdelijk) de muziekvergunning van de Amstel Taveerne introk.
Begin jaren 70 kreeg Ad van Besouw een relatie met de 24-jaar jongere, uit Wenen afkomstige Manfred Langer, die aanvankelijk als bezoeker in het café kwam, maar er later ook ging werken. Een paar jaar later openden ze samen, een stukje verderop aan de Amstel 178, ook een kleine discotheek onder de naam Amstel Taveerne Club. In 1978 opende Langer, om de hoek in de Halvemaansteeg, zijn eigen bruine homocafé onder de naam Chez Manfred. Tezelfdertijd eindigde ook zijn relatie met Ad van Besouw.

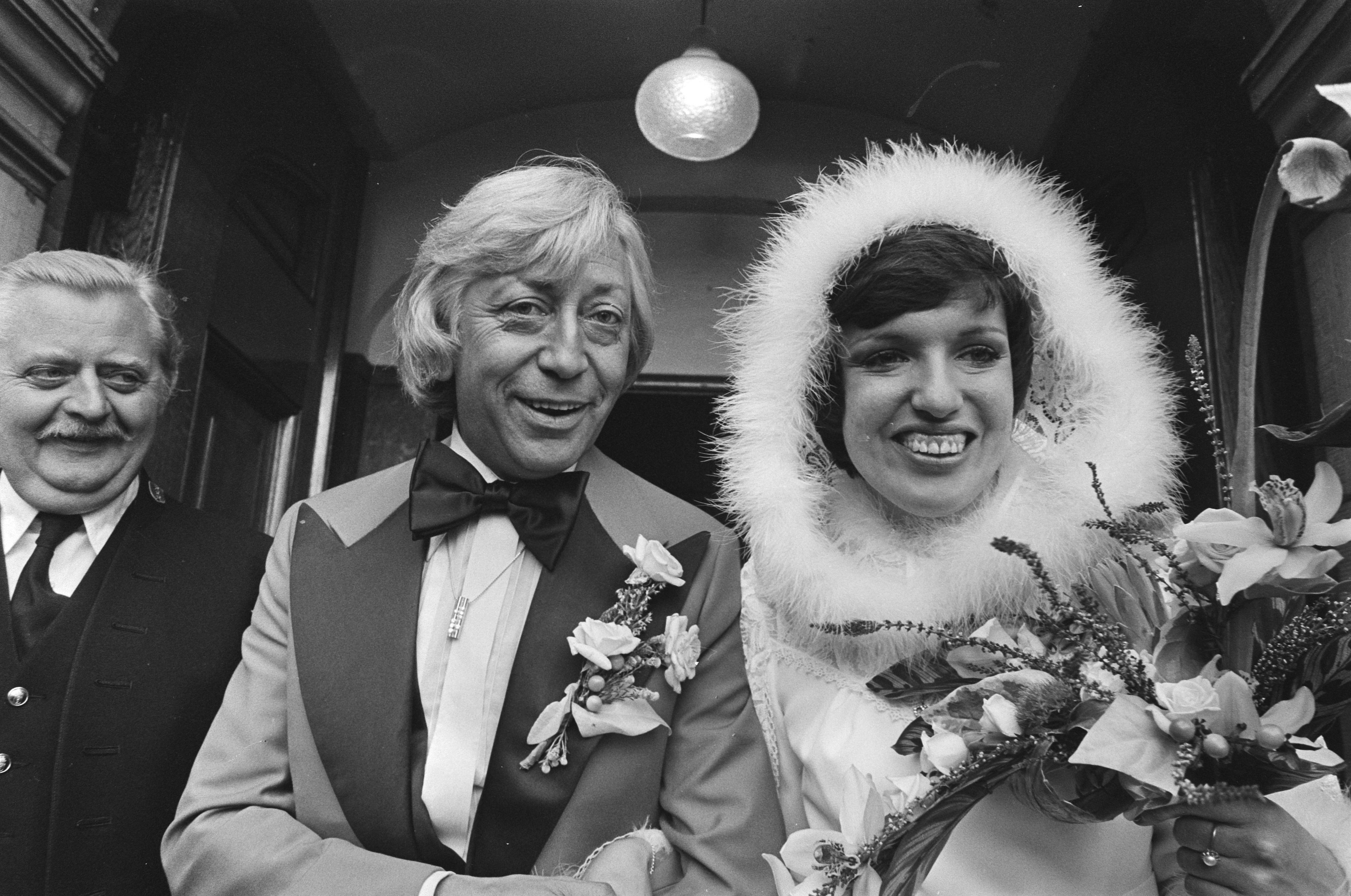
Het showhuwelijk van Ad van Besouw (midden) met Astrid Nijgh in 1977

Ondertussen was Ad van Besouw, hoewel hij homoseksueel was, in september 1977 getrouwd met de lesbische zangeres Astrid Nijgh - het was dan ook letterlijk een "show-huwelijk", dat in de media breed werd uitgemeten. Nijgh schreef in datzelfde jaar het nummer "In de Amstel Taveerne", dat door Manfred Langer gezongen en als single uitgebracht werd. In 2021 liet Nijgh weten dat dit huwelijk de grootste fout van haar leven was en dat Van Besouw en Langer "haar leven vergald" hadden.
Ad van Besouw overleed onverwachts op 25 juli 1987 tijdens een vakantie op Rhodos aan een hartaanval. De Amstel Taveerne werd toen overgenomen door Frans Meulenberg, die al langer in de zaak werkte. Meulenberg was tevens eigenaar van de homobar Entre Nous in de Halvemaansteeg en werd in 1996 ook bestuurslid van Gay Business Amsterdam (GBA) en alszodanig organiseerde hij tijdens de Amsterdam Gay Pride buiten bij de Amstel Taveerne een jaarlijks straatfeest met de Nederlandstalige muziek waar de zaak zo populair mee geworden was. Een vergelijkbaar straatfeest werd ter gelegenheid van Koninginnedag (tegenwoordig Koningsdag) gehouden. Nadat de Amstel in 2017 eenrichtingsverkeer werd, konden deze straatfeesten geen doorgang meer vinden.

## Amstel Fifty Four
Ook al was het niet meer nodig, de Amstel Taveerne had altijd de ondoorzichtige matglazen vensters uit de beginjaren behouden, de tijd dat alle homocafés nog een gesloten karakter hadden om openlijke aanstoot te vermijden. Qua interieur was er eveneens nooit veel veranderd: de zaak was ingericht met de typische elementen die kenmerkend waren voor een Amsterdamse bruine kroeg.
Eind december 2007 overleed Frans Meulenberg, waarna de zaak werd voortgezet door zijn uit Roemenië afkomstige levenspartner Valy Pintiuc. Deze was begonnen als barman in de Entre Nous en de Amstel Taveerne, en werd na de verkoop van Entre Nous in 2005 verantwoordelijk voor de Amstel Taveerne.
Pintiuc besloot om het café te vernieuwen en voorzag het in oktober 2007 van een geheel nieuw interieur, dat de vroegere stijl met elementen van een moderne loungebar combineerde. Tevens werd de zaak omgedoopt tot Amstel Fifty Four, refererend aan zowel het huisnummer als aan de legendarische nachtclub Studio 54 in New York. Dat Amstel Fifty Four zich als rechtstreekse voortzetting van de Amstel Taveerne beschouwt bleek onder meer uit het feit dat de zaak in oktober 2014 zijn 50-jarig jubileum vierde.
Amstel Fifty Four bood echter geen mogelijkheden voor de ideeën die Pintiuc opdeed en zodoende kocht hij de kleine club aan de Amstel 178, waar ooit de Amstel Taveerne Club en later onder meer YouII en club Roque zaten. Eind 2017 opende hij daar een nieuwe gayclub onder de naam YOLO.